# Lie to Me
Lie to Me (Englisch für „Belüge mich“) ist eine US-amerikanische Fernsehserie, die am 21. Januar 2009 ihre Erstausstrahlung in den USA hatte. In der Serie übernehmen Dr. Cal Lightman und seine Kollegen der Lightman Group Aufträge Dritter (meistens lokale oder staatliche Strafverfolgungsbehörden) und helfen bei den Untersuchungen, indem sie anhand von Mikroexpressionen Lügner entlarven und die Wahrheit herausfinden.
Der Produktionssender Fox stellte die Serie nach drei Staffeln und 48 Episoden im Mai 2011 ein. In Deutschland begann die Ausstrahlung der Serie am 10. März 2010 bei Vox.

## Handlung
Basierend auf den realen wissenschaftlichen Forschungen von Paul Ekman begleitet die Serie den britischen Psychologen Dr. Lightman und sein Team von Täuschungsexperten der Firma Lightman Group aus Washington, D.C., während sie ihren jeweiligen Auftraggebern bei der Suche nach der Wahrheit helfen. Hierzu analysieren sie neben der Körpersprache sogenannte Mikroexpressionen, unwillkürliche Bewegungen der Gesichtsmuskeln, die auf die wahre und unterdrückte Emotionslage hindeuten. Damit können sie herausfinden, ob die befragte Person lügt oder die Wahrheit sagt.
Zu Beginn der ersten Staffel werben Lightman und seine Kollegin Gillian Foster eine neue Angestellte an: die TSA-Beamtin Ria Torres. Sie ist ein Naturtalent, was die Interpretation von Mikroausdrücken und Körpersprache angeht, und fiel wegen ihrer außergewöhnlich guten Täuschungserkennung auf.

## Neuartige Handlungselemente
Ein wiederkehrender und für die Serie typischer Teil der Darstellung sind kurze, blitzlichtartige Bilder oder Szenen, in denen bestimmte Elemente der Körpersprache von Personen einen Gemütszustand verraten, die dann gleichartigen Bildern oder Szenen von realen Personen des öffentlichen Lebens gegenübergestellt werden. Meist sind dies Begebenheiten, bei denen die Betreffenden gelogen haben und später überführt wurden. Häufige in der Serie vorkommende Beispiele sind Richard Nixon (Watergate-Affäre), Bill Clinton (Lewinsky-Affäre) und George W. Bush (Begründung für den Irakkrieg).

## Hauptfiguren
- Dr. Cal Lightman ist ein Experte in Sachen Körpersprache und Mikroausdrücke. Er ist der Gründer der Lightman Group, eines privaten Unternehmens, das als unabhängiger Vertragspartner für seine Auftraggeber Untersuchungen mit angewandter Psychologie durchführt. Er nutzt jede erdenkliche psychologische Technik, die er für notwendig erachtet, um die Wahrheit herauszufinden. Lightman ist geschieden und teilt sich mit seiner Ex-Frau das Sorgerecht für die gemeinsame Tochter Emily. Seine Mutter starb durch Suizid, als er ein Kind war, was ihn dazu brachte, Mikroausdrücke zu erforschen. Er hatte lange ein Spielproblem und nutzte seine Fähigkeiten, um bei Spielen wie Poker hohe Gewinne zu erzielen. Dazu schaut er sich häufig illegale Straßenkämpfe an, um dort die Gesichtsausdrücke der Kämpfer zu studieren. Die Figur Lightmans basiert auf Paul Ekman, einem der bedeutendsten Psychologen der Gegenwart.

- Dr. Gillian Foster ist Dr. Lightmans Kollegin und Teilhaberin in der Lightman Group. Die Unaufrichtigkeit ihres Mannes strapaziert oft ihre Vereinbarung mit Lightman, die professionellen Fähigkeiten nicht im Privatleben einzusetzen. Gillian adoptierte ein Baby, das letztendlich jedoch seiner leiblichen Mutter zurückgebracht wurde. Im Laufe der 2. Staffel geht sie eine Beziehung mit Dave Atherton ein. Dieser arbeitet unter falschem Namen als verdeckter Ermittler der DEA in einer Jugend-Strafanstalt.

- Eli Loker ist ein Mitarbeiter der Lightman Group. Loker ist akademisch ausgebildet und erlangte seine Fähigkeiten durch Übung. Er ist Anhänger der These der „radikalen Ehrlichkeit“ von Brad Blanton. Das bedeutet, er lügt sehr selten, auch wenn es ihn grob und undiplomatisch wirken lässt. In einer späteren Episode degradiert Lightman ihn zum unbezahlten Praktikanten, da er geheime Informationen an die SEC weitergab, während die Firma an einem Fall arbeitete. Im Laufe der Serie wird er wieder in ein normales Angestelltenverhältnis übernommen.

- Ria Torres ist Mitarbeiterin der Lightman Group und Schützling von Dr. Lightman, der sie als ein Naturtalent im Entlarven von Lügen erkannte, als sie noch beim Sicherheitsdienst am Flughafen arbeitete. Torres wurde als Kind von ihrem Vater missbraucht, was ihre Fähigkeit förderte, schon kleinste Gesichtsausdrücke zu deuten. Auch wenn sie talentiert und loyal ist, fehlt es ihr oft an akademischem Wissen, wodurch ihre Gefühle ihre Entscheidungen beeinflussen können. Sie verhält sich loyal zu Lightman und schreckt nicht davor zurück, sich selbst bei Ermittlungen in Gefahr zu bringen.

- Emily Lightman ist die 15-jährige Tochter Lightmans. Ihre Eltern teilen sich das Sorgerecht für sie. Zwischen ihr und ihrem Vater entstehen oft Probleme, wenn er seine psychologischen Fähigkeiten bei ihr anwendet, was ihr missfällt.

- Ben Reynolds ist ein FBI-Agent, der die Lightman Group bei ihren Untersuchungen unterstützt. Er wird im Laufe der Serie zu einem engen Freund und Vertrauten von Cal Lightman und stellt eine Verbindung zu den Behörden dar. Er verlässt sich meistens auf seinen Instinkt und nicht wie Lightman auf die Wissenschaft. Nach dem Ende der zweiten Staffel beendet Lightman die Zusammenarbeit mit dem FBI und Reynolds scheidet deshalb aus der Lightman Group aus.

## Nebenfiguren
- Clara Musso, Witwe eines Wirtschafts-Moguls. Sie lernt die Lightman Group im Rahmen einer Gerichtsverhandlung gegen sich kennen. Aufgrund der Aussagen von Cal Lightman wird sie von den Vorwürfen, ihren Mann umgebracht zu haben, freigesprochen. Sie wird daraufhin zur Haupt-Anteilseignerin der Lightman Group und kann somit die drohende Insolvenz abwenden. Dazu geht sie eine kurze Affäre mit Cal Lightman ein. Kurz darauf verkauft sie ihre Anteile wieder zurück an Lightman.

- Karl Dupree, Secret-Service-Agent aus Washington. Er arbeitet ebenfalls in einigen Fällen mit der Lightman Group zusammen und beginnt eine Beziehung mit Ria Torres.

- Bernard Dillon, Leiter der FBI-Zentrale in Washington. Er misstraut den Methoden und Techniken der Lightman Group, ist aber mehrmals auf die Zusammenarbeit angewiesen. Cal Lightman und er misstrauen einander zutiefst.

- Dave Atherton lernt Gillian Foster bei Ermittlungen in einer Jugend-Strafanstalt kennen, wo er als Psychologe arbeitet. Sie verlieben sich und beginnen eine Beziehung. Im Laufe der 2. Staffel wird bekannt, dass er als Undercover-Polizist arbeitet und unter falschem Namen versucht, Informationen über einen Drogenring aus Mexiko zu bekommen.

- Zoe Landau, Ex-Frau von Cal Lightman und Mutter von Emily. Sie arbeitet als Anwältin in Washington und trifft im Rahmen von Gerichtsprozessen öfter auf ihren Ex-Mann.

- Sharon Wallowski ist Polizistin bei der Washingtoner Polizei und hat in verschiedenen Fällen mit der Lightman-Group zu tun. Cal Lightman beginnt, sich auch privat für sie zu interessieren und hilft ihr dabei, eine interne Ermittlung gegen sie zu überstehen.

- Alec Foster, Ehemann von Gillian Foster. Zu Beginn der Serie sind beide noch verheiratet und scheinen ein glückliches Paar zu sein. Im weiteren Verlauf wird bekannt, dass Alec kokainabhängig ist, und es kommt zur Trennung.

## Besetzung und Synchronisation
Die deutsche Synchronisation entstand nach einem Dialogbuch von Klaus Bickert und unter der Dialogregie von Joachim Tennstedt durch die Synchronfirma FFS Film- und Fernseh-Synchron GmbH in Berlin.
| Rollenname         | Schauspieler/in         | Bild                    | Synchronsprecher/in |
| ------------------ | ----------------------- | ----------------------- | ------------------- |
| Dr. Cal Lightman   | Tim Roth                | Tim Roth (2015)         | Patrick Winczewski  |
| Dr. Gillian Foster | Kelli Williams          |                         | Claudia Lössl       |
| Eli Loker          | Brendan Hines           | Brendan Hines (2009)    | Markus Pfeiffer     |
| Ria Torres         | Monica Raymund          | Monica Raymund (2013)   | Sonja Spuhl         |
| Ben Reynolds       | Mekhi Phifer            | Mekhi Phifer (2011)     | Dennis Schmidt-Foß  |
| Karl Dupree        | Sean Patrick Thomas     |                         | Martin Lohmann      |
| Clara Musso        | Melissa George          | Melissa George 2010     | Natascha Geisler    |
| Bernard Dillon     | Conor O’Farrell         |                         | Bernd Vollbrecht    |
| Dave Atherton      | Max Martini             | Max Martini 2009        | Tim Moeseritz       |
| Sharon Wallowski   | Monique Gabriela Curnen | Monique Gabriela (2008) | Peggy Sander        |
| Emily Lightman     | Hayley McFarland        | Hayley McFarland (2011) | Victoria Frenz      |
| Zoe Landau         | Jennifer Beals          | Jennifer Beals (2008)   | Maud Ackermann      |

## Ausstrahlung

### Vereinigte Staaten
In den USA startete die Serie am 21. Januar 2009 als sogenannte Mid-Season-Serie. Die erste Staffel wurde bis zum 13. Mai 2009 beim US-Sender Fox ausgestrahlt. Die ersten 13 Folgen der zweiten Staffel wurde vom 28. September bis zum 14. Dezember 2009 ausgestrahlt. Die restlichen neun Folgen wurden vom 7. Juni bis zum 13. September 2010 ausgestrahlt.
Fox verlängerte die Serie im Mai bei den jährlichen Upfronts um eine dritte Staffel mit 13 Folgen, die vom 4. Oktober 2010 bis zum 31. Januar 2011 ausgestrahlt wurde. Im Dezember 2010 gab Fox bekannt, dass man nicht plant, mehr als die dreizehn schon bestellten Episoden für die dritte Staffel zu produzieren.
Am 10. Mai 2011 gab Fox bekannt, dass die Serie nicht für eine vierte Staffel verlängert wird.

### Deutschland
In Deutschland wurde die erste Staffel zwischen dem 10. März und dem 2. Juni 2010 bei VOX ausgestrahlt.
Die erste Folge der zweiten Staffel wurde im Anschluss an die erste Staffel am 9. Juni 2010 ausgestrahlt, bevor die Serie in die Sommerpause ging. Die weitere Ausstrahlung dieser Staffel fand ab dem 15. September 2010 statt. Die dritte Staffel wurde in Deutschland vom 26. Oktober 2011 bis zum 25. Januar 2012 ausgestrahlt.

### Schweiz
Der Schweizer Free-TV-Sender 3+ zeigte die erste Staffel vom 24. März bis zum 9. Juni 2010. Die zweite Staffel zeigte der Sender ab dem 15. September 2010.

### Österreich
Der österreichische Sender ATV strahlte die erste Staffel vom 22. Juni bis zum 10. August 2010 und die zweite vom 31. Mai bis zum 17. August 2011 aus.

## DVD-Veröffentlichung
Vereinigte Staaten
- Staffel 1 erschien am 25. August 2009.
- Staffel 2 erschien am 9. November 2010.
- Staffel 3 erschien am 4. Oktober 2011.

Großbritannien
- Staffel 1 erschien am 14. September 2009.
- Staffel 2 erschien am 3. Januar 2011.
- Staffel 3 erschien am 9. Januar 2012.

Deutschland
- Staffel 1 erschien am 17. September 2010.
- Staffel 2 erschien am 15. April 2011.
- Staffel 3 erschien am 24. Februar 2012.